# Comuna Isla de Pascua
Isla de Pascua (în traducere Insula Paștelui) este o comună din provincia Isla de Pascua, regiunea Valparaíso, Chile, cu o populație de 5761 locuitori (2012) și o suprafață de 163,6 km2. Reședința comunei este orașul Hanga Roa.

## Conducere
Lista primarilor (alcalde) comunei:
| Primar                 | Început de mandat  | Sfârșit de mandat  | Partid politic                                     |
| ---------------------- | ------------------ | ------------------ | -------------------------------------------------- |
| Alfonso Rapu Haoa      | 1966               | 1968               | Partido Radical                                    |
| Miguel Teao Riroroko   | 1968               |                    |                                                    |
| Rafael Tuki Tepihi     |                    |                    |                                                    |
| Ricardo Tuki Hereveri  |                    |                    |                                                    |
| Juan Edmunds Rapahango | 1974               | 1979               | Independiente                                      |
| Samuel Cardinali       | 1979               | 5 noiembrie 1985   | Independiente                                      |
| Lucia Tucki Macke      | 5 noiembrie 1985   | 10 aprilie 1990    | Independiente                                      |
| Juan Edmunds Rapahango | 10 aprilie 1990    | 26 septembrie 1992 | Independiente                                      |
| Alberto Hotus Chávez   | 26 septembrie 1992 | 1994               | Partido por la Democracia                          |
| Pedro Edmunds Paoa     | 1994               | 6 decembrie 2008   | Unión de Centro Centro Partido Demócrata Cristiano |
| Luz Zasso Paoa         | 6 decembrie 2008   | 6 decembrie 2012   | Partido Demócrata Cristiano                        |
| Pedro Edmunds Paoa     | 6 decembrie 2012   | în funcție         | Partido Progresista                                |